# Saint-Laurent-la-Gâtine
Saint-Laurent-la-Gâtine és un municipi francès, situat al departament de l'Eure i Loir i a la regió de Centre – Vall del Loira. L'any 2007 tenia 452 habitants.

## Demografia

### Població
El 2007 la població de fet de Saint-Laurent-la-Gâtine era de 452 persones. Hi havia 180 famílies, de les quals 40 eren unipersonals (20 homes vivint sols i 20 dones vivint soles), 56 parelles sense fills, 68 parelles amb fills i 16 famílies monoparentals amb fills.
La població ha evolucionat segons el següent gràfic:
Habitants censats

### Habitatges
El 2007 hi havia 214 habitatges, 181 eren l'habitatge principal de la família, 27 eren segones residències i 6 estaven desocupats. 210 eren cases i 2 eren apartaments. Dels 181 habitatges principals, 168 estaven ocupats pels seus propietaris, 11 estaven llogats i ocupats pels llogaters i 2 estaven cedits a títol gratuït; 3 tenien una cambra, 5 en tenien dues, 27 en tenien tres, 36 en tenien quatre i 110 en tenien cinc o més. 142 habitatges disposaven pel capbaix d'una plaça de pàrquing. A 65 habitatges hi havia un automòbil i a 109 n'hi havia dos o més.

### Piràmide de població
La piràmide de població per edats i sexe el 2009 era:
| Homes | Edats   | Dones |
| ----- | ------- | ----- |
| 0     | 95 o +  | 0     |
| 0     | 90 a 94 | 0     |
| 8     | 85 a 89 | 8     |
| 0     | 80 a 84 | 0     |
| 4     | 75 a 79 | 8     |
| 8     | 70 a 74 | 4     |
| 4     | 65 a 69 | 4     |
| 4     | 60 a 64 | 12    |
| 20    | 55 a 59 | 8     |
| 4     | 50 a 54 | 8     |
| 24    | 45 a 49 | 24    |
| 16    | 40 a 44 | 20    |
| 24    | 35 a 39 | 28    |
| 20    | 30 a 34 | 12    |
| 8     | 25 a 29 | 12    |
| 4     | 20 a 24 | 8     |
| 0     | 15 a 19 | 24    |
| 16    | 10 a 14 | 12    |
| 28    | 5 a 9   | 16    |
| 8     | 0 a 4   | 12    |

## Economia
El 2007 la població en edat de treballar era de 309 persones, 236 eren actives i 73 eren inactives. De les 236 persones actives 223 estaven ocupades (123 homes i 100 dones) i 13 estaven aturades (4 homes i 9 dones). De les 73 persones inactives 30 estaven jubilades, 19 estaven estudiant i 24 estaven classificades com a «altres inactius».

### Ingressos
El 2009 a Saint-Laurent-la-Gâtine hi havia 173 unitats fiscals que integraven 458,5 persones, la mediana anual d'ingressos fiscals per persona era de 25.297 €.

### Activitats econòmiques
Dels 17 establiments que hi havia el 2007, 1 era d'una empresa de fabricació d'altres productes industrials, 4 d'empreses de construcció, 4 d'empreses de comerç i reparació d'automòbils, 1 d'una empresa de transport, 6 d'empreses de serveis i 1 d'una entitat de l'administració pública.
Dels 5 establiments de servei als particulars que hi havia el 2009, 2 eren paletes, 2 lampisteries i 1 electricista.
L'any 2000 a Saint-Laurent-la-Gâtine hi havia 8 explotacions agrícoles que ocupaven un total de 584 hectàrees.

## Equipaments sanitaris i escolars
El 2009 hi havia una escola elemental integrada dins d'un grup escolar amb les comunes properes formant una escola dispersa.

## Poblacions més properes
El següent diagrama mostra les poblacions més properes.